# Оссінген
Оссінген (нім. Ossingen) — громада  в Швейцарії в кантоні Цюрих, округ Андельфінген.

## Географія
Громада розташована на відстані близько 125 км на північний схід від Берна, 30 км на північний схід від Цюриха.
Оссінген має площу 13,1 км², з яких на 9,3% дозволяється будівництво (житлове та будівництво доріг), 56,5% використовуються в сільськогосподарських цілях, 29,1% зайнято лісами, 5,1% не є продуктивними (річки, льодовики або гори).

## Демографія
2019 року в громаді мешкало 1668 осіб (+23,7% порівняно з 2010 роком), іноземців було 11,8%. Густота населення становила 127 осіб/км².
За віковим діапазоном населення розподілялося таким чином: 20,9% — особи молодші 20 років, 61,6% — особи у віці 20—64 років, 17,6% — особи у віці 65 років та старші. Було 710 помешкань (у середньому 2,3 особи в помешканні).
Із загальної кількості 426 працюючих 69 було зайнятих в первинному секторі, 53 — в обробній промисловості, 304 — в галузі послуг.